# Lucas 21

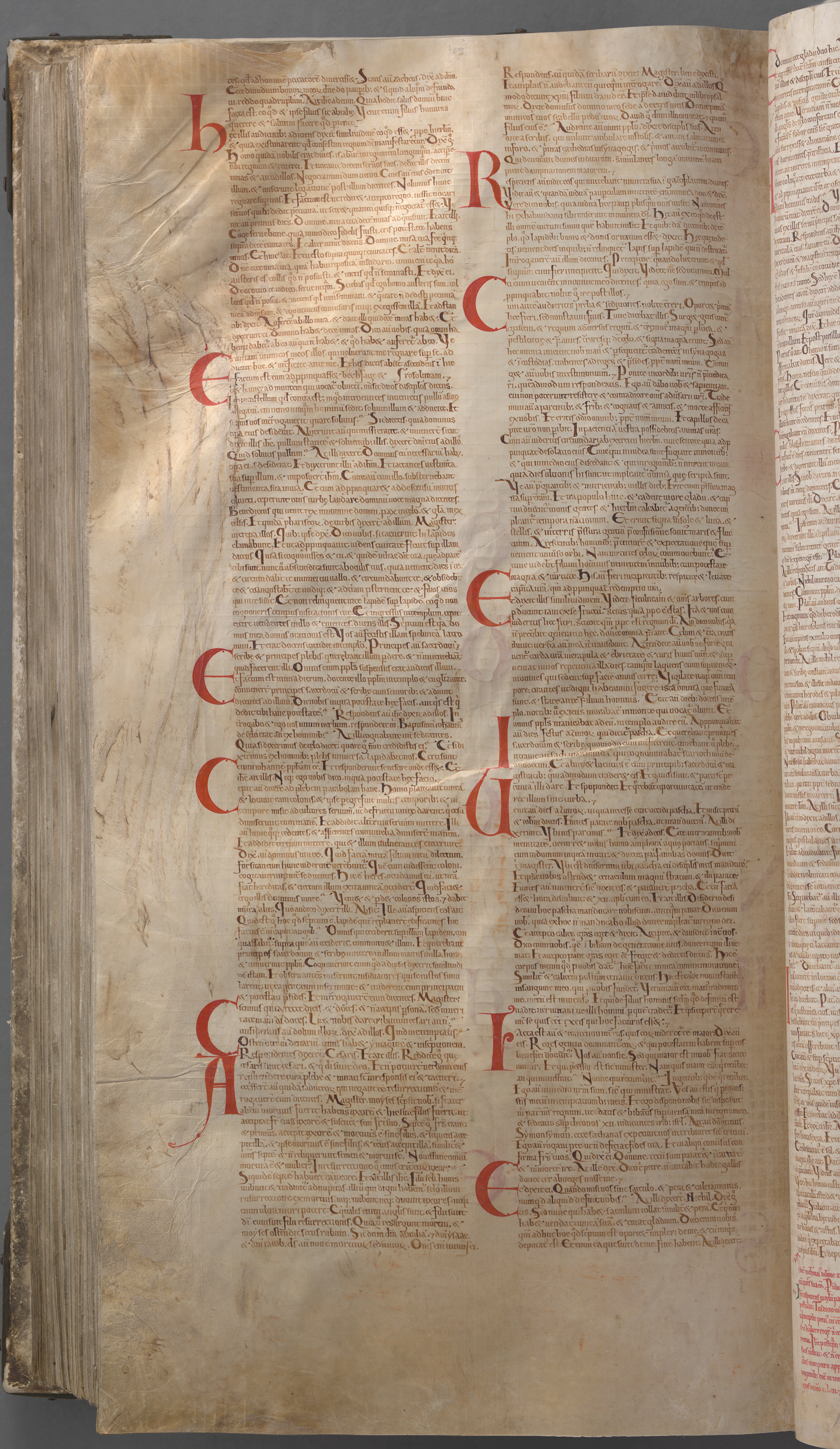
Texto latino de Lucas 19:7-22:38 en el Códice Gigas.

Lucas 21 es el vigésimo primer capítulo del Evangelio de Lucas del Nuevo Testamento de la Biblia cristiana. En él se recogen las observaciones y predicciones de Jesús Cristo pronunciadas en el templo de Jerusalén, y su exhortación «a estar vigilantes». El libro que contiene este capítulo es anónimo, pero la tradición cristiana primitiva afirmó uniformemente que Lucas el Evangelista compuso este Evangelio así como los Hechos de los Apóstoles.

## Texto
El texto original fue escrito en griego koiné. Algunos manuscritos tempranos que contienen el texto de este capítulo son:
- Papiro 75 (175-225 d. C.)
- Codex Vaticanus (325-350)
- Codex Sinaiticus (330-360)
- Codex Bezae (~400)
- Codex Washingtonianus (~400)
- Codex Alexandrinus (400-440)
- Codex Ephraemi Rescriptus (~450; existen los Versículos 21-38)

Este capítulo está dividido en 38 Versículos.

## Lección de la ofrenda de la viuda (21:1-4)
Versículos 1-4 registran la observación de Jesús de que una viuda pobre, ofreciendo dos leptonas, había contribuido genuinamente más al templo que las ofrendas ofrecidas por la gente rica. Marcos 12:41-44 registra el mismo evento.

### Versículo 4
Porque todos éstos de su abundancia han puesto ofrendas para Dios, pero ella de su pobreza puso todo el sustento que tenía
Las palabras «para Dios» se basan en el texto de algunos manuscritos antiguos, pero muchos otros manuscritos omiten estas palabras.

### Comentario
En contraste con los escribas que explotan a las viudas, Jesús resalta el acto de la viuda pobre. Luego, con sus palabras, este acto se convierte en un ejemplo eterno de la actitud que debe tener el ser humano ante Dios:

El Señor no mira la cantidad que se le ofrece, sino el afecto con que se le ofrece. No está la limosna en dar poco de lo mucho que se tiene, sino en hacer lo que aquella viuda, que dio todo lo que tenía.

## La belleza del Templo (21:5-6)
Algunos hablaban del templo... (Versículo 5: en idioma griego τινων λεγοντων περι του ιερου, tinōn legontōn peri tou hierou).
La Nueva Versión Internacional traduce estas palabras como «Algunos de sus discípulos...», pero algunas otras versiones sugieren «algunas personas», es decir, no específicamente discípulos de Jesús. El teólogo protestante Heinrich Meyer sostiene que «está claro por el discurso mismo» que Jesús se dirigía a sus discípulos.
Las «piedras hermosas» y los «regalos dedicados a Dios» contribuyen al esplendor del templo. Lucas sitúa este diálogo dentro del propio templo, mientras que en el Mateo y el Marcos se sitúa fuera del templo.

### Comentario
Los tres evangelios sinópticos incluyen este discurso de Jesús ante el Templo, que trata sobre la destrucción de Jerusalén y el fin de la historia. En las palabras de Jesús se entrelazan tres temas relacionados: la destrucción de Jerusalén —que ocurrió unos cuarenta años después—, los signos del fin del mundo y la venida de Cristo en gloria y majestad. El lenguaje utilizado por Jesús es típico del género apocalíptico, repleto de imágenes que no siempre son fáciles de interpretar.
El discurso de Jesús surge en respuesta a la admiración de sus discípulos por la belleza del Templo, "adornado con hermosas piedras y ofrendas votivas". Herodes el Grande había iniciado en el año 20 a. C. la reconstrucción y ampliación del Templo, que había sido edificado después del exilio en Babilonia (siglo VI a. C.). La obra se completó en el 64 d. C., poco antes de su destrucción por Tito. La reconstrucción estaba bastante avanzada en el momento de este diálogo. Las proporciones imponentes, la armoniosa ornamentación y la riqueza de los materiales utilizados hacían del Templo un motivo de orgullo para cualquier judío de la época. Esto explica la admiración de los discípulos y la sorprendente respuesta de Jesús.

## La destrucción del Templo (21:20-24)
Mateo y Marcos afirman que Jesús habló en privado a sus discípulos en el Monte de los olivos sobre el final de los tiempos y la destrucción de Jerusalén: véase Discurso del monte de los Olivos. Lucas no presenta esta enseñanza como pronunciada en privado:
Durante el día enseñaba en el templo, pero por la noche salía y se quedaba en el monte llamado Olivete. Entonces, por la mañana temprano, todo el pueblo acudía al templo para oírle».
Él les dice: Esto que veis: vendrán días en que no quedará piedra sobre piedra que no sea derribada. Ellos (ya sean sus discípulos o su audiencia en general) preguntan cuándo será esto. En el relato de Marcos, la pregunta la hacen Pedro, Santiago, Juan y Andrés.

### Comentario
En respuesta a las preguntas de sus discípulos, Jesús profetiza la destrucción del Templo, que vendrá acompañada de falsos mesías, guerras y revoluciones. Él aconseja calma, advirtiendo que estos eventos no son señales inmediatas del fin. Además, habla sobre el "tiempo de los gentiles". Jesús menciona que los discípulos enfrentarán desastres y persecuciones durante la expansión del Reino de Dios, pero promete la ayuda divina, convirtiendo las dificultades en oportunidades para dar testimonio. Finalmente, asegura que la perseverancia llevará a la victoria, destacando la paciencia como clave para la fortaleza.

Es pues necesaria una virtud que conserve el bien de la razón frente a la tristeza, para que la razón no sucumba ante ella. Tal es la función propia de la paciencia, que es, según San Agustín, “la que nos hace soportar los males con buen ánimo, es decir, sin decaer, no sea que soportándolos con impaciencia, perdamos los bienes que nos llevan a otros mayores”.

De ahí que, como afirman las palabras del Señor (v. 19), la paciencia nos salva, porque 

...el hombre posee su alma mediante la paciencia, en cuanto que arranca de raíz la turbación causada por las adversidades que quitan el sosiego del alma.

## Parábola de la higuera que brota (21:29-33)

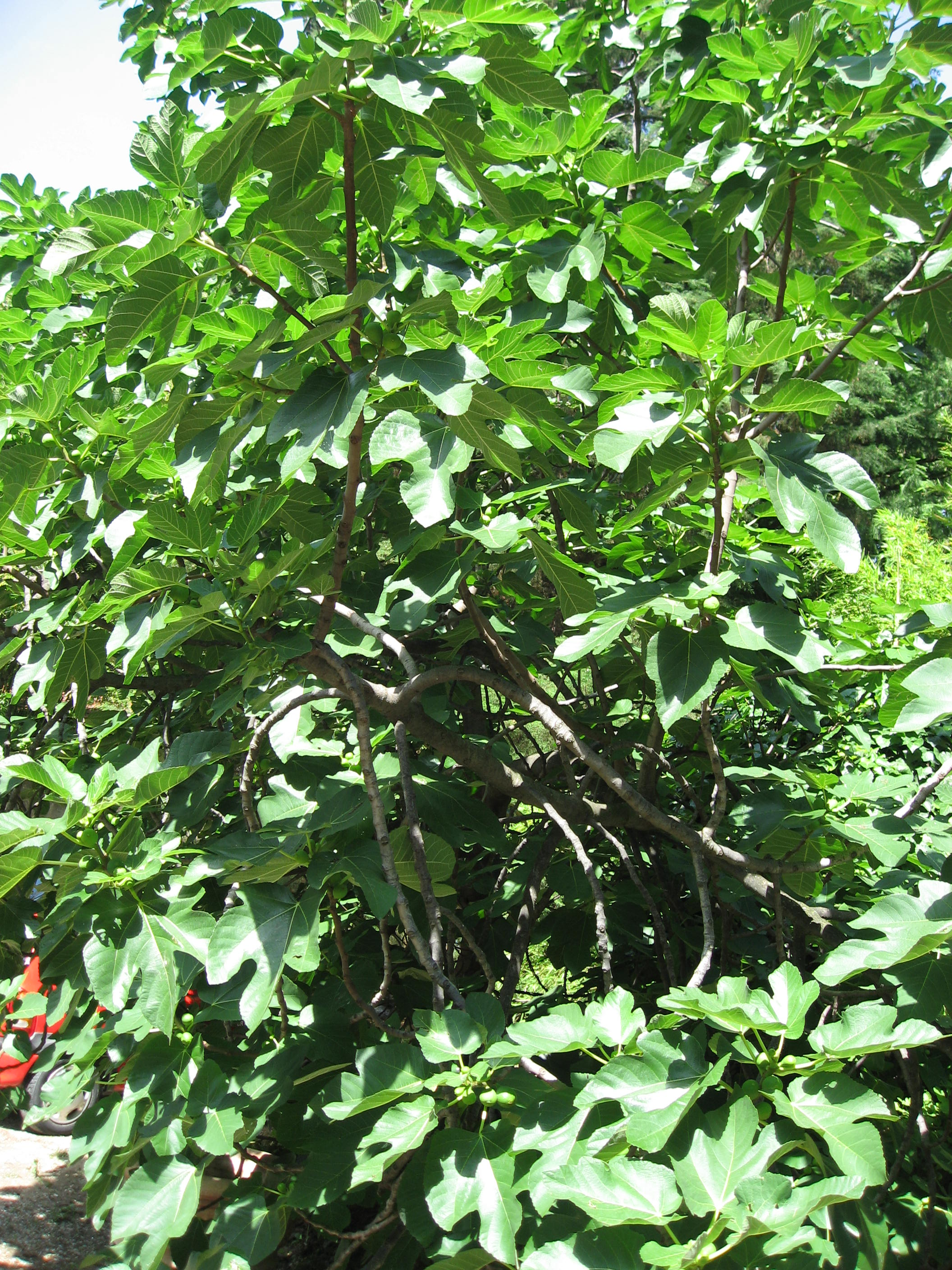
higuera

Esta parábola sobre el Reino de Dios también se encuentra en el Mateo. Mateo 24:32-35 y Mark Marcos 13:28-31. La parábola se refiere a una higuera, al igual que la también breve parábola de la higuera sin fruto, con la que no debe confundirse. Lucas presenta esta parábola como escatológica por naturaleza: Al igual que las hojas de la higuera, los signos de los que se habla en el discurso del monte de los Olivos de Lucas 21:5-28  indican la llegada del Reino de Dios.

### Comentario
En los evangelios sinópticos, las palabras finales de Jesús abordan su regreso. Usando la parábola de la higuera, asegura que todo se cumplirá. La frase "esta generación" puede referirse al tiempo hasta su regreso o al contexto de la caída de Jerusalén. Estos eventos, que simbolizan acontecimientos futuros, serán inesperados. La destrucción de Jerusalén sirve como advertencia para estar siempre preparados para la venida del "Hijo del Hombre". Por eso, Jesús exhorta a la vigilancia, a vivir sobriamente y a orar para estar listos ante el Señor.

Seamos sobrios para entregarnos a la oración, perseveremos constantes en los ayunos y supliquemos con ruegos al Dios que todo lo ve. (…) Mantengámonos, pues, firmemente adheridos a nuestra esperanza y a Jesucristo, prenda de nuestra justicia. (…) Seamos imitadores de su paciencia y, si por causa de su nombre tenemos que sufrir, glorifiquémoslo; ya que éste fue el ejemplo que nos dejó en su propia persona, y esto es lo que nosotros hemos creído.

## Vigilancia (21:34-36)
Porque (ese día) vendrá sobre todos los que viven sobre la faz de toda la tierra.
Algunas versiones leen «caerá sobre vosotros como una trampa».
El arzobispo irlandés John McEvilly comenta que 

El día del Señor acecharé hasta la ruina y la destrucción, a los hombres que «se sientan», en ociosidad y despreocupación, absortos en el disfrute de los placeres sensuales e ilícitos, con todos sus pensamientos en la tierra, al igual que una trampa atrapa a las aves que se posan en la tierra cuando menos lo esperan, mientras que las aves que son llevadas en el aire escapan de ella.

 Señala 1 Tesalonicenses 5:2-3, Isaías 24:17 y Salmo 10:7 (numeración Vulgata), Sobre los impíos hará llover lazos, fuego y azufre, como textos comparables.